# Festival scacchistico di Robecchetto con Induno
Il Festival scacchistico di Robecchetto con Induno è un torneo open di scacchi che si svolge dal 1988 nell'omonimo comune della Città metropolitana di Milano. Al gennaio 2024 è organizzato dall'associazione scacchistica locale Cavalli&Segugi.

## Storia
La prima edizione si svolse nell'atrio delle locali delle Scuole Elementari e fu vinta da un giovanissimo Valerio Luciani, poi maestro FIDE. Nella categoria esordienti partecipò anche Gianpietro Pagnoncelli, poi presidente della Federazione Scacchistica Italiana. Nel 1989 la gara fu invece dirottata nella vicina Dairago e nel 1994 raggiunse il picco delle partecipazioni. Le prime tredici edizioni, dal 1988 al 2000, vennero organizzate dal circolo scacchistico Paul Keres, allora con sede a Robecchetto, le successive dal circolo scacchistico Cavalli&Segugi.
In quegli anni il maestro internazionale Fabio Bellini si impose due volte. La direzione del torneo era affidata all'arbitro internazionale Lanfranco Bombelli.
Dalla seconda metà degli anni novanta la manifestazione cambiò due volte il proprio calendario: ci furono tre edizioni estive, dal 1995 al 1997, e quattro di inizio anno, dal 1997 al 2000. Il festival non fu invece disputato nell'anno 2001 e neppure nel 2003. Nel 2002 la manifestazione tornò a svolgersi nell'originale periodo natalizio e fu l'ultima volta che il torneo ebbe luogo nelle Scuole Elementari.
Nel 2011 il torneo venne vinto da Francesco Rambaldi all'età di dodici anni, al gennaio 2023 il più giovane a vincerlo.
Dal 24 al 26 luglio 2015 si svolse un'edizione straordinaria del festival in occasione dell'EXPO 2015 di Milano. Per la quarta volta il torneo venne proposto in estate.
Dal 20 al 22 luglio 2018 si disputò una nuova edizione estiva per festeggiare il trentennale della manifestazione.
Dopo aver saltato l'edizione 2020 per la situazione pandemica, il torneo tornò in calendario nel 2021.

## Albo d'oro
| nr. | Date          | Vincitore              | Paese               | Iscritti |
| --- | ------------- | ---------------------- | ------------------- | -------- |
| 1   | 26-31.12.1988 | Valerio Luciani        | Italia              | 46       |
| 2   | 26-31.12.1990 | Enzo Bove              | Italia              | 58       |
| 3   | 26-31.12.1991 | Wim Koster             | Olanda              | 103      |
| 4   | 26-31.12.1992 | Fabio Bellini          | Italia              | 95       |
| 5   | 26-30.12.1993 | Sahbaz Nurkič          | Bosnia-Erzegovina   | 128      |
| 6   | 27-30.12.1994 | Fabio Bellini          | Italia              | 117      |
| 7   | 22-25.06.1995 | Milorad Vujovič        | Jugoslavia          | 90       |
| 8   | 24-30.06.1996 | Milan Mrdja            | Croazia             | 100      |
| 9   | 04-12.01.1997 | Alberto Colombo        | Italia              | 72       |
| 10  | 26-29.06.1997 | Ante Jurkovič          | Croazia             | 106      |
| 11  | 02-05.01.1998 | Davide Sgnaolin        | Italia              | 76       |
| 12  | 02-05.01.1999 | Georghe Ciolac         | Romania             | 102      |
| 13  | 02-05.01.2000 | Ventzislav Inkiov      | Bulgaria            | 69       |
| 14  | 26-29.12.2002 | Emiliano Aranovitch    | Italia              | 76       |
| 15  | 27-29.12.2004 | Milan Mrdja            | Croazia             | 64       |
| 16  | 27-29.12.2005 | Zivojin Ljubisavljevič | Serbia e Montenegro | 52       |
| 17  | 27-29.12.2006 | Andjelko Dragojlovič   | Serbia e Montenegro | 63       |
| 18  | 27-30.12.2007 | Angelo Damia           | Italia              | 78       |
| 19  | 27-30.12.2008 | Rolly Martinez         | Filippine           | 97       |
| 20  | 27-30.12.2009 | Emiliano Aranovitch    | Italia              | 95       |
| 21  | 27-30.12.2010 | Loris Cereda           | Italia              | 109      |
| 22  | 27-30.12.2011 | Francesco Rambaldi     | Italia              | 102      |
| 23  | 27-30.12.2012 | Virginijus Dambrauskas | Lituania            | 106      |
| 24  | 27-30.12.2013 | Rene Alonso Garcia     | Cuba                | 96       |
| 25  | 26-29.12.2014 | Angelo Damia           | Italia              | 111      |
| 26  | 24-26.07.2015 | Artem Gilevych         | Italia              | 78       |
| 27  | 26-29.12.2015 | Milan Mrdja            | Croazia             | 101      |
| 28  | 26-29.12.2016 | Marco Massironi        | Italia              | 80       |
| 29  | 26-29.12.2017 | Stefano Yao            | Italia              | 98       |
| 30  | 20-22.07.2018 | Sergeijs Gromovs       | Italia              | 103      |
| 31  | 26-29.12.2018 | Teo Tomulic            | Croazia             | 110      |
| 32  | 26-29.12.2019 | J Sai Agni Jeevitesh   | India               | 94       |
| 33  | 26-29.12.2021 | Bernat Serarols Mabras | Spagna              | 75       |
| 34  | 26-29.12.2022 | Milan Mrdja            | Croazia             | 100      |
| 35  | 26-29.12.2023 | Marco Cattaneo         | Italia              | 95       |
| 36  | 26-29.12.2024 | Zanas Nainys           | Lituania            | 104      |
| 37  | 26-29.12.2025 |                        |                     |          |

## Il semilampo
Fin dalle prime edizioni del festival ai tornei a cadenza lunga è stata accostata una gara semilampo.
Dal 2014 il torneo è stato spostato a metà festival, mentre nel 2022 è stato anticipato a fine agosto.
Fra i vincitori si segnala un giovanissimo Fabiano Caruana nel 2005.
Tre primi posti solo per due grandi maestri: il franco-ucraino Vladimir Okhotnik e il serbo Miroljub Lazic.
| nr. | Date       | Vincitore           | Paese     | Iscritti |
| --- | ---------- | ------------------- | --------- | -------- |
| 1   | 26.12.1991 | Eric Bargero        | Italia    | 22       |
| 2   | 27.12.1992 | Eric Bargero        | Italia    | 61       |
| 3   | 26.12.1993 | Fabio Bellini       | Italia    | 64       |
| 4   | 26.12.1994 | Renzo Mantovani     | Italia    | 76       |
| 5   | 23.06.1996 | Milan Mrdja         | Croazia   | 54       |
| 6   | 01.01.2000 | Ventzislav Inkiov   | Bulgaria  | 36       |
| 7   | 26.12.2003 | Paolo Marcoli       | Italia    | 38       |
| 8   | 29.05.2004 | Marco Angelini      | Italia    | 24       |
| 9   | 26.12.2004 | Emiliano Aranovitch | Italia    | 37       |
| 10  | 27.07.2005 | Vladimir Okhotnik   | Ucraina   | 21       |
| 11  | 26.12.2005 | Fabiano Caruana     | Italia    | 60       |
| 12  | 26.07.2006 | Vladimir Okhotnik   | Ucraina   | 31       |
| 13  | 26.12.2006 | Roland Salvador     | Filippine | 66       |
| 14  | 26.12.2007 | Pietro Dario Pace   | Italia    | 84       |
| 15  | 26.12.2008 | Roland Salvador     | Filippine | 75       |
| 16  | 26.12.2009 | Rolly Martinez      | Filippine | 79       |
| 17  | 26.12.2010 | Vladimir Okhotnik   | Francia   | 58       |
| 18  | 26.12.2011 | Marco Angelini      | Italia    | 41       |
| 19  | 26.12.2012 | Miroljub Lazic      | Serbia    | 52       |
| 20  | 26.12.2013 | Rolly Martinez      | Filippine | 40       |
| 21  | 28.12.2014 | Renzo Mantovani     | Italia    | 68       |
| 22  | 27.12.2015 | Artem Gilevych      | Italia    | 92       |
| 23  | 28.12.2016 | Jacopo Motola       | Italia    | 69       |
| 24  | 28.12.2017 | Simone Medici       | Svizzera  | 61       |
| 25  | 28.12.2018 | David Podetti       | Italia    | 70       |
| 26  | 28.12.2019 | Gojko Laketic       | Serbia    | 87       |
| 27  | 28.08.2022 | Giuseppe Andreoni   | Italia    | 51       |
| 28  | 28.12.2023 | Miroljub Lazic      | Serbia    | 85       |
| 29  | 28.12.2024 | Miroljub Lazic      | Serbia    | 90       |
| 30  | 28.12.2025 |                     |           |          |